# Allen Paradice Memorial Trophy
Die Allen Paradice Memorial Trophy ist eine Eishockeytrophäe der Western Hockey League. Die Trophäe wird seit der Saison 1994/95 jährlich an den besten Offiziellen der WHL vergeben. Der Gewinner wird von den Trainern und General Manager der WHL-Teams gewählt. Die Trophäe ist nach Al Paradice benannt, der für seine langjährigen Verdienste in der Western Hockey League bekannt war.

## Gewinner der Auszeichnung
| Jahr    | Gewinner         |
| ------- | ---------------- |
| 2009/10 | Chris Savage     |
| 2008/09 | Chris Savage     |
| 2007/08 | Andy Thiessen    |
| 2006/07 | Andy Thiessen    |
| 2005/06 | Kyle Rehman      |
| 2004/05 | Rob Matsuoka     |
| 2003/04 | Rob Matsuoka     |
| 2002/03 | Steve Kozari     |
| 2001/02 | Kevin Acheson    |
| 2000/01 | Kevin Acheson    |
| 1999/00 | Mike Hasenfratz  |
| 1998/99 | Kelly Sutherland |
| 1997/98 | Brad Meier       |
| 1996/97 | Tom Kowal        |
| 1995/96 | Lonnie Cameron   |
| 1994/95 | Tom Kowal        |